# Liceo statale delle scienze umane Carlo Montanari
Il liceo statale delle scienze umane "Carlo Montanari" è un liceo situato nel centro storico di Verona.

## Storia
Venne istituito nel 1867, in seguito all'annessione di Verona all'Italia. Nel corso della storia ha subito numerosi cambiamenti istituzionali: nato come Scuola Magistrale Femminile, divenne immediatamente Regia Scuola Normale Femminile. Nel 1893 il sindaco di Verona Augusto Caperle persuase il conte Giacomo Montanari, nipote del patriota Carlo Montanari, martire di Belfiore, a cedere al Comune il Palazzo Montanari. Nello stesso anno fu edificata l'attuale sede centrale. Con la riforma Gentile, la regia scuola normale femminile divenne istituto magistrale.
Dal 1990 il liceo ospita le sperimentazioni Brocca come liceo socio-psicopedagogico. Dall'anno scolastico 2010/2011, in base ai nuovi ordinamenti scolastici stabiliti con la riforma Gelmini, il Liceo Montanari è stato modificato, inserendo gli indirizzi di studio Scienze Umane al posto dell'ex socio-psicopedagogico, Economico-Sociale con opzione Scienze Umane e Musicale. A quest'ultimo indirizzo si accede via audizione.
Nel settembre del 2024 è il primo liceo veneto ad attivare il percorso del Liceo del Made in Italy.